# ドンソン文化

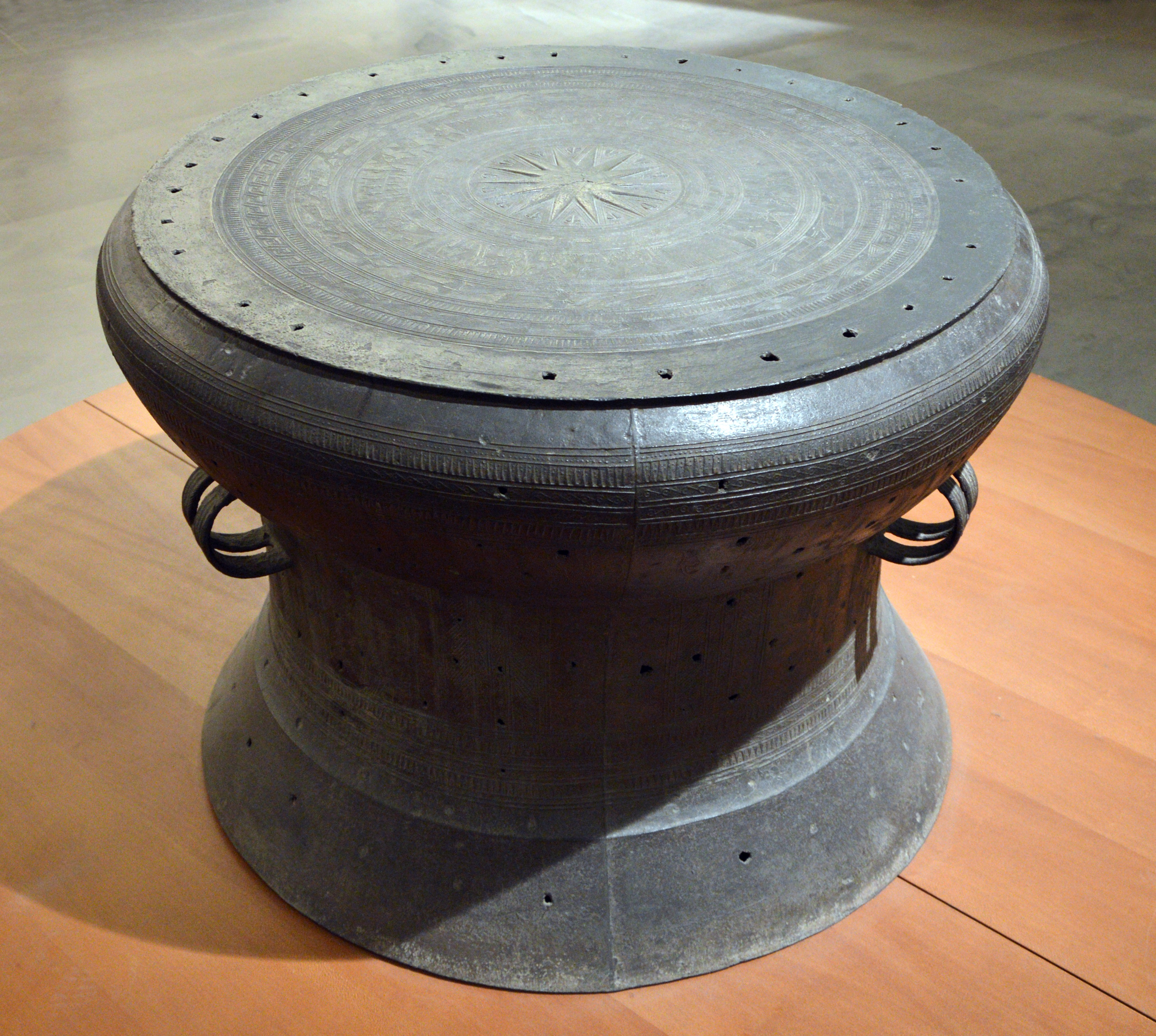
銅鼓。ベトナム ディエンビエン省ダ川（沱江）出土（紀元前1千年紀中頃）

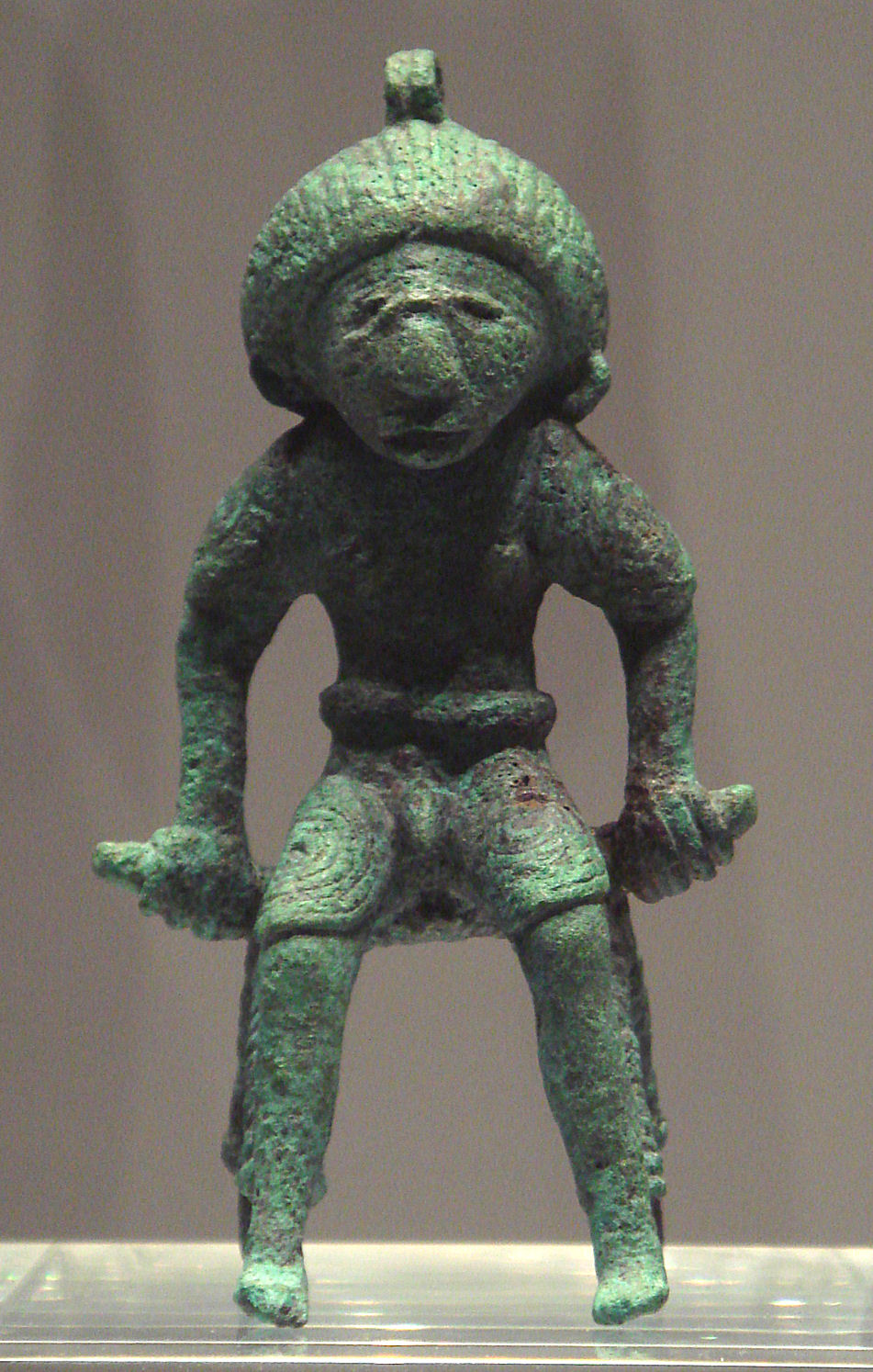
青銅製の置物。タイ王国出土（紀元前500年から紀元前300年）

ドンソン文化（ドンソンぶんか、中国語: 東山文化、ベトナム語: Văn hóa Đông Sơn）は、ベトナム北部の紅河流域を中心に成立した東南アジア初期の金属器文化。

## 概説
ドンソン文化は、共伴する中国遺物の年代により、紀元前4世紀頃から紀元1世紀頃にかけて続いたとされる。
タインホア省（清化省）タインホア市のマー川（馬江）右岸のドンソンに、ドンソン文化の遺跡が存在し、指標になっている。遺跡は1920年代、フランス極東学院の考古学者らによって発見され、特徴的な銅鼓が有名になった。祭器としての青銅器が極めて発達しているが、鉄器も知られている。
銅鼓の起源については、紀元前5世紀頃、中国の雲南西部で創出されたとされ、紀元前4世紀になってドンソン銅鼓（ヘーゲル I 式銅鼓、英: Heger Type I drum）が生産されるようになる。その後、中国南部からマレー半島、タイ、インドネシアにも広く分布している。